# Dan Peterson
Dan Peterson, né le 9 janvier 1936 à Evanston, est un entraîneur américain de basket-ball.

## Biographie
Considéré l'un des plus grands entraîneurs ayant pratiqué en championnat d'Italie, il a fait ses premières armes en tant qu'entraîneur aux États-Unis, à l'university of Delaware en tant qu'adjoint puis entraîneur en chef.
Il occupe ensuite pendant deux ans le poste d'entraîneur de la sélection du Chili avant de rejoindre la péninsule italienne.
Il occupe d'abord le poste d'entraîneur de Virtus Bologne, club avec lequel il obtient deux titres, une Coupe d'Italie en 1974 et le championnat en 1976. En 1978, il est nommé entraîneur du club de Olimpia Milan. Avec ce dernier club, il remporte quatre titres de champion, trois coupes mais surtout deux titres européens, la Coupe Korać en 1985 et le trophée majeur en Europe, la Coupe des clubs champions en 1987.
Durant ses quatorze saisons en Italie, il participe à 11 Final Four, disputant 9 finales.
En 2008, il est honoré lors du Final Four de l'Euroligue 2008 à Madrid, figurant parmi les cinquante personnalités les plus marquantes du basket-ball européen .
Le 3 janvier 2011, il est nommé à la place de Piero Bucchi à la tête de son ancien club de Milan, poste qu'il occupe jusqu'au mois de juin, étant ensuite remplacé par Sergio Scariolo.

## Club
- 1963-1971 :  University of Delaware (assistant jusqu'en 1965, entraîneur depuis)
- 1971-1973 :  Chili
- 1973-1978 :  Virtus Bologne
- 1978-1987 :  Olimpia Milan
- 2011-2011 :  Olimpia Milan

## Palmarès

### Club
compétitions internationales 
- Vainqueur de la Coupe des clubs champions 1987
- Vainqueur de la Coupe Korać 1985

 compétitions nationales 
- Champion d'Italie 1976, 1982, 1985, 1986, 1987
- Vainqueur de la Coupe d'Italie 1974, 1986, 1987

### Distinction personnelle
- Élu entraîneur européen de l'année
- Élu entraîneur italien de l'année (2 fois)
- Élu parmi les cinquante meilleurs contributeurs du basket-ball européen en 2008